# Udo Glaser
Udo Glaser (* 3. September 1945; † 16. Mai 2024) war ein deutscher Fußballspieler. Der Stürmer absolvierte in der Saison 1965/66 bei seinem Heimatverein Karlsruher SC in der Fußball-Bundesliga ein Pflichtspiel. Von 1966 bis 1970 bestritt er in der damals zweitklassigen Fußball-Regionalliga Süd bei den Vereinen SV Waldhof Mannheim und VfR Mannheim insgesamt 86 Regionalligaspiele und erzielte 20 Tore.

## Laufbahn

### Jugend
Bei den Blau-Weißen des Karlsruher SC, in der „Fächerstadt“ in Baden, durchlief Glaser die Jugendklassen und spielte sich bereits 1961 über die Nordbadische Auswahl in die Schülernationalmannschaft des DFB. Er gehörte der deutschen Auswahl an, die am 14. April 1961 in Hagen das traditionelle Schülerländerspiel gegen England mit 1:3 Toren verlor. Der technisch gute und torgefährliche Angreifer aus Karlsruhe agierte dabei auf der Mittelstürmerposition neben Halbstürmer Wolfgang Glock. An der Seite von weiteren überdurchschnittlich talentierten Nachwuchsspielern wie Horst Wild, Rolf Kahn, Willi Dürrschnabel, Hans-Peter Lamparth und Roland Weida gewann er mit der KSC-A-Jugend im Jahr 1962 die Süddeutsche Meisterschaft der A-Junioren. Der Weg des Offensivtalentes aus dem Wildparkstadion setzte sich nahtlos im Jahr 1963 durch die Aufnahme in die deutsche Jugendnationalmannschaft fort. Unter dem damalig zuständigen DFB-Trainer Helmut Schön debütierte die Stürmerhoffnung des KSC am 24. Februar 1963 in Klagenfurt beim Qualifikationsspiel für das UEFA-Juniorenturnier 1963 gegen Österreich in der DFB-Jugendauswahl. Beim 2:1-Erfolg hatte Helmut Schön im WM-System auf die Angriffsbesetzung mit Helmut Sandmann, Klaus Zaczyk, Glaser, Willi Dürrschnabel und Günter Netzer vertraut. Beim UEFA-Juniorenturnier 1963 in England kam der Mittelstürmer in den Gruppenspielen gegen Griechenland und Schottland zum Einsatz.
Als die DFB-Jugend unter Trainer Dettmar Cramer das Jahr 1964 am 8. März in Lörrach mit einem 2:1-Erfolg im Freundschaftsspiel gegen die Schweiz eröffnete, war Glaser wieder in der Angriffsspitze neben Dieter Schollbach, Ulrich Kallius und Werner Waddey im Einsatz. Berti Vogts überzeugte als Außenverteidiger und der linke Außenläufer aus München, Franz Beckenbauer, startete seine überaus erfolgreiche internationale Karriere mit zwei Toren. Beim UEFA-Juniorenturnier in den Niederlanden war er am 30. März 1964 in Apeldoorn bei der 1:3-Niederlage im Gruppenspiel gegen den Turnierveranstalter das letzte Mal in Reihen der Jugendnationalmannschaft aktiv. Zur Saison 1964/65 wurde er in den Lizenzspielerkader des Karlsruher SC übernommen.

### Bundesliga und Regionalliga, 1964 bis 1970
Nach dem nervenaufreibenden Abstiegskampf im Debütjahr der Bundesliga, 1963/64, wo es die Wildparkelf in 30 Ligaspielen auf 42 Treffer gebracht hatte, war unter den Präsidenten Dietmar Schönig und Franz Vida, dem 1. Vorsitzenden Helmut Hodel sowie dem Spielausschussvorsitzenden Walter Baureis und Trainer Kurt Sommerlatt Verstärkung für die Offensive angesagt. Es wurden mit Horst-Dieter Berking, Hans Cieslarczyk und Klaus-Peter Jendrosch drei erfolgreiche Spieler aus den damals zweitklassigen Regionalligen Nord, West und Süd verpflichtet; dazu kamen aus der eigenen A-Jugend die Offensivtalente Glaser und Hans-Peter Lamparth. Nach dem 19. Spieltag, den 23. Januar 1965, wurde Trainer Sommerlatt nach der 0:2-Heimniederlage gegen Werder Bremen entlassen. Der KSC stand mit 13:25 Punkten auf dem letzten Platz und Glaser hatte noch keine Minute in der Bundesliga gespielt. Dies änderte sich bis zum Rundenende auch nicht unter dem neuen Trainer Helmut Schneider. Die Karlsruher belegten mit 24:36 Punkten den vorletzten 15. Rang und verblieben wie der FC Schalke 04 lediglich durch die Aufstockung auf 18 Vereine zur Serie 1965/66 in der Bundesliga. Das vermeintlich hoffnungsvolle Potential der vormaligen Jugendnationalspieler mit Rolf Kahn, Willi Dürrschnabel, Udo Glaser, Horst Wild und Klaus Zaczyk hatte sich aus den verschiedensten Gründen, mit Ausnahme von Wild, noch nicht in der Bundesliga behaupten können. Im zweiten Bundesligajahr von Glaser, 1965/66, wurde es in Karlsruhe auch nicht besser. Nicht für den KSC und nicht für den jungen Stürmer. Der KSC belegte mit 24:44 Punkten knapp den rettenden 16. Rang und Glaser war lediglich zu einem Bundesligaeinsatz gekommen. Am fünften Spieltag, den 11. September 1965, war er bei der 1:4-Heimniederlage vor 45.000 Zuschauern im Wildparkstadion gegen den Hamburger SV aufgelaufen. Er bildete mit Klaus Zaczyk den linken Flügel, hatte aber gegen die von Horst Schnoor, Willi Schulz und Jürgen Kurbjuhn angeführte HSV-Defensive keine Chance. Zur Saison 1966/67 schloss sich der ehemalige KSC-Jugendnationalstürmer dem SV Waldhof Mannheim in der Regionalliga Süd an.
Bei den Blau-Schwarzen aus Waldhof debütierte er am 27. August 1966 beim 1:1-Auswärtsremis gegen die Stuttgarter Kickers in der Regionalliga. An der Seite von Mitspielern wie Wolfgang Höfig, Klaus Sinn, Rolf Lederer und Manfred Grimm absolvierte er 23 Ligaspiele und erzielte beim Erreichen des elften Ranges unter Trainer Robert Körner fünf Tore. In seinem zweiten Regionalligajahr, 1967/68, steigerte er seine persönliche Bilanz auf 29 Spiele, in denen er zehn Treffer für die jetzt von Hermann Lindemann trainierte Waldhof-Elf erzielte, aber sein Verein nur den 12. Platz belegen konnte. Nach drei Runden mit insgesamt 73 Regionalligaeinsätzen und 19 Toren beendete er im Sommer 1969 beim SV Waldhof seine Aktivität und schloss sich zur Runde 1969/70 dem Lokalrivalen VfR Mannheim an. Neben Mitspielern wie Dietmar Danner, Wolfgang Platz, Jürgen Schult, Klaus Slatina und Rainer Ulrich kamen lediglich noch 13 weitere Regionalligaeinsätze bei den blau-weiß-roten Rasensportlern mit einem Tor hinzu. Im Sommer 1970 beendete Udo Glaser seine höherklassige Spielerlaufbahn.
Bei der Amateurmannschaft des Karlsruher SC absolvierte der ehemalige Jugendnationalspieler in den Runden 1972/73 und 1974/75 in der 1. Amateurliga Nordbaden anschließend nochmals 41 Ligaspiele in denen er sechs Tore erzielte und beendete danach endgültig seine Spielerlaufbahn.

## Leben
Im Jahr 2010 war Glaser Inhaber des in zentraler Lage in Karlsruhe gelegenen Cafe Restaurant Ludwig’s; außerdem war er kurzzeitig stellvertretender Vorsitzender des Verwaltungsrates des Karlsruher SC.
Nach einem Schlaganfall war er halbseitig gelähmt und saß deswegen seine letzten zwölf Jahre im Rollstuhl.